# Quercus hintoniorum
Quercus hintoniorum är en bokväxtart som beskrevs av Kevin Clark Nixon och Cornelius Herman Müller. Quercus hintoniorum ingår i släktet ekar, och familjen bokväxter. IUCN kategoriserar arten globalt som sårbar. Inga underarter finns listade.